# کیولری گراوند
کیولری گراوند (به انگلیسی: Cavalry Ground) یک منطقهٔ مسکونی در پاکستان است که در پنجاب واقع شده‌است.